# Liste der Nummer-eins-Hits in Neuseeland (2023)
Dies ist eine Liste der Nummer-eins-Hits in Neuseeland im Jahr 2023. Sie basiert auf den offiziellen Single und Album Top 40, die im Auftrag von Recorded Music NZ, dem neuseeländischen Vertreter der IFPI, ermittelt werden.

## Singles
| ← 2022 ← | Liste der Nummer-eins-Hits in Neuseeland | Liste der Nummer-eins-Hits in Neuseeland | Liste der Nummer-eins-Hits in Neuseeland | 2024 →                    |
| \| Zeitraum \| Wo. ges. \| Interpret \| Titel Autor(en) \| Zusätzliche Informationen \| \| (Zeitraum, Wochen auf Platz eins, Interpret, Titel, Autor[en], zusätzliche Informationen) \| \| \| \| \| \| ----------------------------------------------------------------------------------------- \| -------- \| -------------------------- \| ------------------------------------------------------------------------------------------------------------------------------------------------------ \| ------------------------- \| \| 19. Dezember 2022 – 1. Januar 2023 2 Wochen (insgesamt 5) \| 5 \| SZA \| Kill Bill Carter Lang, Rob Bisel, Solána Imani Rowe \| – \| \| 2. Januar 2023 – 8. Januar 2023 1 Woche \| 1 \| Brenda Lee \| Rockin’ Around the Christmas Tree Johnny Marks \| – \| \| 9. Januar 2023 – 22. Januar 2023 2 Wochen (insgesamt 5) \| 5 \| SZA \| Kill Bill Carter Lang, Rob Bisel, Solána Imani Rowe \| – \| \| 23. Januar 2023 – 26. Februar 2023 5 Wochen (insgesamt 7) \| 7 \| Miley Cyrus \| Flowers Miley Ray Cyrus, Michael Ross Pollack, Gregory Aldae Hein \| – \| \| 27. Februar 2023 – 9. April 2023 6 Wochen \| 6 \| PinkPantheress & Ice Spice \| Boy’s a Liar Pt. 2 Alexander Crossan, Isis Gaston, Vicky Beverly Walker \| – \| \| 10. April 2023 – 23. April 2023 2 Wochen (insgesamt 7) \| 7 \| Miley Cyrus \| Flowers Miley Ray Cyrus, Michael Ross Pollack, Gregory Aldae Hein \| – \| \| 24. April 2023 – 30. April 2023 1 Woche (insgesamt 5) \| 5 \| SZA \| Kill Bill Carter Lang, Rob Bisel, Solána Imani Rowe \| – \| \| 1. Mai 2023 – 7. Mai 2023 1 Woche \| 1 \| David Kushner \| Daylight David Kushner, Hayden Robert Hubers, Jeremy Fedryk, Josh Bruce Williams \| – \| \| 8. Mai 2023 – 11. Juni 2023 5 Wochen \| 5 \| Fifty Fifty \| Cupid (Twin Version) Adam von Mentzer, Louise Udin, Mac Felländer-Tsai, An Seong-il, Song Ja-kyung, Lee Ah-in \| – \| \| 12. Juni 2023 – 9. Juli 2023 4 Wochen (insgesamt 9) \| 9 \| Dave & Central Cee \| Sprinter Jo Caleb, Oakley Neil Caesar-Su, Jonny Leslie, James Olaloye, David Orobosa Omoregie \| – \| \| 10. Juli 2023 – 16. Juli 2023 1 Woche \| 1 \| Olivia Rodrigo \| Vampire Daniel Leonard Nigro, Olivia Rodrigo \| – \| \| 17. Juli 2023 – 20. August 2023 5 Wochen (insgesamt 9) \| 9 \| Dave & Central Cee \| Sprinter Oakley Neil H. T. Caesar-Su, David Orobosa Omoregie, James Olaloye, Joseph Kier Gordon Caleb, Jonny Leslie \| – \| \| 21. August 2023 – 29. Oktober 2023 10 Wochen \| 10 \| Doja Cat \| Paint the Town Red Amala Zandile Dlamini, Isaac Earl Bynum, Jean Baptiste Kouame, Karl Rubin, Ryan Buendia, Burt Bacharach, Hal David \| – \| \| 30. Oktober 2023 – 5. November 2023 1 Woche (insgesamt 2) \| 2 \| Tyla \| Water Tyla Seethal, Tricky Stewart, Ariowa Irosogie, Samuel Awuku, Imani Lewis, Corey Keay, Rayan El-Hussein Goufer, Olmo Zucca, Jackson Paul Lomastro \| – \| \| 6. November 2023 – 12. November 2023 1 Woche \| 1 \| Taylor Swift \| Is It Over Now? Taylor Alison Swift, Jack Michael Antonoff \| – \| \| 13. November 2023 – 19. November 2023 1 Woche (insgesamt 2) \| 2 \| Tyla \| Water Tyla Seethal, Tricky Stewart, Ariowa Irosogie, Samuel Awuku, Imani Lewis, Corey Keay, Rayan El-Hussein Goufer, Olmo Zucca, Jackson Paul Lomastro \| – \| \| 20. November 2023 – 31. Dezember 2023 6 Wochen (insgesamt 10) \| 10 \| Jack Harlow \| Lovin on Me Jackman Thomas Harlow, Ozan Yıldırım, Sean Aaron Momberger, Nik Dejan Frascona, Nickie Jon Pabón, Delbert M. Greer, Reginald Nelton \| – \| |                                          |                                          | |                           |
| ← 2022 |                                          |                                          | | → 2024 →                  |
| Zeitraum | Wo. ges.                                 | Interpret                                | Titel Autor(en) | Zusätzliche Informationen |
| (Zeitraum, Wochen auf Platz eins, Interpret, Titel, Autor[en], zusätzliche Informationen) |                                          |                                          | |                           |
| 19. Dezember 2022 – 1. Januar 2023 2 Wochen (insgesamt 5) | 5                                        | SZA                                      | Kill Bill Carter Lang, Rob Bisel, Solána Imani Rowe | –                         |
| 2. Januar 2023 – 8. Januar 2023 1 Woche | 1                                        | Brenda Lee                               | Rockin’ Around the Christmas Tree Johnny Marks | –                         |
| 9. Januar 2023 – 22. Januar 2023 2 Wochen (insgesamt 5) | 5                                        | SZA                                      | Kill Bill Carter Lang, Rob Bisel, Solána Imani Rowe | –                         |
| 23. Januar 2023 – 26. Februar 2023 5 Wochen (insgesamt 7) | 7                                        | Miley Cyrus                              | Flowers Miley Ray Cyrus, Michael Ross Pollack, Gregory Aldae Hein                                                                                      | –                         |
| 27. Februar 2023 – 9. April 2023 6 Wochen | 6                                        | PinkPantheress & Ice Spice               | Boy’s a Liar Pt. 2 Alexander Crossan, Isis Gaston, Vicky Beverly Walker                                                                                | –                         |
| 10. April 2023 – 23. April 2023 2 Wochen (insgesamt 7) | 7                                        | Miley Cyrus                              | Flowers Miley Ray Cyrus, Michael Ross Pollack, Gregory Aldae Hein                                                                                      | –                         |
| 24. April 2023 – 30. April 2023 1 Woche (insgesamt 5) | 5                                        | SZA                                      | Kill Bill Carter Lang, Rob Bisel, Solána Imani Rowe | –                         |
| 1. Mai 2023 – 7. Mai 2023 1 Woche | 1                                        | David Kushner                            | Daylight David Kushner, Hayden Robert Hubers, Jeremy Fedryk, Josh Bruce Williams                                                                       | –                         |
| 8. Mai 2023 – 11. Juni 2023 5 Wochen | 5                                        | Fifty Fifty                              | Cupid (Twin Version) Adam von Mentzer, Louise Udin, Mac Felländer-Tsai, An Seong-il, Song Ja-kyung, Lee Ah-in                                          | –                         |
| 12. Juni 2023 – 9. Juli 2023 4 Wochen (insgesamt 9) | 9                                        | Dave & Central Cee                       | Sprinter Jo Caleb, Oakley Neil Caesar-Su, Jonny Leslie, James Olaloye, David Orobosa Omoregie                                                          | –                         |
| 10. Juli 2023 – 16. Juli 2023 1 Woche | 1                                        | Olivia Rodrigo                           | Vampire Daniel Leonard Nigro, Olivia Rodrigo | –                         |
| 17. Juli 2023 – 20. August 2023 5 Wochen (insgesamt 9) | 9                                        | Dave & Central Cee                       | Sprinter Oakley Neil H. T. Caesar-Su, David Orobosa Omoregie, James Olaloye, Joseph Kier Gordon Caleb, Jonny Leslie                                    | –                         |
| 21. August 2023 – 29. Oktober 2023 10 Wochen | 10                                       | Doja Cat                                 | Paint the Town Red Amala Zandile Dlamini, Isaac Earl Bynum, Jean Baptiste Kouame, Karl Rubin, Ryan Buendia, Burt Bacharach, Hal David                  | –                         |
| 30. Oktober 2023 – 5. November 2023 1 Woche (insgesamt 2) | 2                                        | Tyla                                     | Water Tyla Seethal, Tricky Stewart, Ariowa Irosogie, Samuel Awuku, Imani Lewis, Corey Keay, Rayan El-Hussein Goufer, Olmo Zucca, Jackson Paul Lomastro | –                         |
| 6. November 2023 – 12. November 2023 1 Woche | 1                                        | Taylor Swift                             | Is It Over Now? Taylor Alison Swift, Jack Michael Antonoff                                                                                             | –                         |
| 13. November 2023 – 19. November 2023 1 Woche (insgesamt 2) | 2                                        | Tyla                                     | Water Tyla Seethal, Tricky Stewart, Ariowa Irosogie, Samuel Awuku, Imani Lewis, Corey Keay, Rayan El-Hussein Goufer, Olmo Zucca, Jackson Paul Lomastro | –                         |
| 20. November 2023 – 31. Dezember 2023 6 Wochen (insgesamt 10) | 10                                       | Jack Harlow                              | Lovin on Me Jackman Thomas Harlow, Ozan Yıldırım, Sean Aaron Momberger, Nik Dejan Frascona, Nickie Jon Pabón, Delbert M. Greer, Reginald Nelton        | –                         |

## Alben
| ← 2022 ← | Liste der Nummer-eins-Hits in Neuseeland | Liste der Nummer-eins-Hits in Neuseeland | Liste der Nummer-eins-Hits in Neuseeland            | 2024 → |
| \| Zeitraum \| Wo. ges. \| Interpret \| Titel \| Zusätzliche Informationen \| \| (Zeitraum, Wochen auf Platz eins, Interpret, Titel, zusätzliche Informationen) \| \| \| \| \| \| ------------------------------------------------------------------------------ \| -------- \| ----------------------- \| --------------------------------------------------- \| -------------------------------------------------------------------------------------------------------------------------------------------------------------------- \| \| 19. Dezember 2022 – 1. Januar 2023 2 Wochen (insgesamt 14) \| 14 \| SZA \| SOS \| – \| \| 2. Januar 2023 – 8. Januar 2023 1 Woche (insgesamt 16) \| 16 \| Michael Bublé \| Christmas \| – \| \| 9. Januar 2023 – 26. Februar 2023 7 Wochen (insgesamt 14) \| 14 \| SZA \| SOS \| – \| \| 27. Februar 2023 – 5. März 2023 1 Woche \| 1 \| Pink \| Trustfall \| – \| \| 6. März 2023 – 12. März 2023 1 Woche \| 1 \| Gorillaz \| Cracker Island \| – \| \| 13. März 2023 – 19. März 2023 1 Woche (insgesamt 8) \| 8 \| Harry Styles \| Harry’s House \| – \| \| 20. März 2023 – 26. März 2023 1 Woche \| 1 \| Miley Cyrus \| Endless Summer Vacation \| – \| \| 27. März 2023 – 2. April 2023 1 Woche \| 1 \| Morgan Wallen \| One Thing at a Time \| – \| \| 3. April 2023 – 9. April 2023 1 Woche \| 1 \| Lana Del Rey \| Did You Know That There’s a Tunnel Under Ocean Blvd \| – \| \| 10. April 2023 – 16. April 2023 1 Woche \| 1 \| Melanie Martinez \| Portals \| – \| \| 17. April 2023 – 23. April 2023 1 Woche \| 1 \| NF \| Hope \| – \| \| 24. April 2023 – 30. April 2023 1 Woche \| 1 \| Metallica \| 72 Seasons \| – \| \| 1. Mai 2023 – 7. Mai 2023 1 Woche (insgesamt 14) \| 14 \| SZA \| SOS \| – \| \| 8. Mai 2023 – 14. Mai 2023 1 Woche \| 1 \| Moses Mackay \| Grace \| – \| \| 15. Mai 2023 – 28. Mai 2023 2 Wochen \| 2 \| Ed Sheeran \| − \| – \| \| 29. Mai 2023 – 4. Juni 2023 1 Woche \| 1 \| Lewis Capaldi \| Broken by Desire to Be Heavenly Sent \| – \| \| 5. Juni 2023 – 11. Juni 2023 1 Woche (insgesamt 8) \| 8 \| Taylor Swift \| Midnights \| Die Til Dawn Edition des zweiterfolgreichsten Albums des Vorjahrs beschert Midnights ein Dreivierteljahr nach Erstveröffentlichung eine weitere Woche an der Spitze. \| \| 12. Juni 2023 – 18. Juni 2023 1 Woche \| 1 \| Foo Fighters \| But Here We Are \| – \| \| 19. Juni 2023 – 25. Juni 2023 1 Woche \| 1 \| Niall Horan \| The Show \| – \| \| 26. Juni 2023 – 2. Juli 2023 1 Woche \| 1 \| Queens of the Stone Age \| In Times New Roman … \| – \| \| 3. Juli 2023 – 9. Juli 2023 1 Woche (insgesamt 8) \| 8 \| Taylor Swift \| Midnights \| – \| \| 10. Juli 2023 – 16. Juli 2023 1 Woche \| 1 \| Lil Uzi Vert \| Pink Tape \| – \| \| 17. Juli 2023 – 30. Juli 2023 2 Wochen \| 2 \| Taylor Swift \| Speak Now (Taylor’s Version) \| – \| \| 31. Juli 2023 – 6. August 2023 1 Woche (insgesamt 4) \| 4 \| (Soundtrack) \| Barbie – The Album \| – \| \| 7. August 2023 – 20. August 2023 2 Wochen \| 2 \| Travis Scott \| Utopia \| – \| \| 21. August 2023 – 3. September 2023 2 Wochen (insgesamt 4) \| 4 \| (Soundtrack) \| Barbie – The Album \| – \| \| 4. September 2023 – 10. September 2023 1 Woche \| 1 \| Zach Bryan \| Zach Bryan \| – \| \| 11. September 2023 – 17. September 2023 1 Woche (insgesamt 4) \| 4 \| (Soundtrack) \| Barbie – The Album \| – \| \| 18. September 2023 – 8. Oktober 2023 3 Wochen \| 3 \| Olivia Rodrigo \| Guts \| – \| \| 9. Oktober 2023 – 15. Oktober 2023 1 Woche \| 1 \| Home Brew \| Home Brew (11th Anniversary Edition) \| – \| \| 16. Oktober 2023 – 29. Oktober 2023 2 Wochen \| 2 \| Drake \| For All the Dogs \| – \| \| 30. Oktober 2023 – 5. November 2023 1 Woche \| 1 \| The Rolling Stones \| Hackney Diamonds \| – \| \| 6. November 2023 – 17. Dezember 2023 6 Wochen (insgesamt 7) \| 7 \| Taylor Swift \| 1989 (Taylor’s Version) \| – \| \| 18. Dezember 2023 – 24. Dezember 2023 1 Woche \| 1 \| Home Brew \| Run It Back \| – \| \| 25. Dezember 2023 – 31. Dezember 2023 1 Woche (insgesamt 7) \| 7 \| Taylor Swift \| 1989 (Taylor’s Version) \| – \| |                                          |                                          |                                                     | |
| ← 2022 |                                          |                                          |                                                     | → 2024 → |
| Zeitraum | Wo. ges.                                 | Interpret                                | Titel                                               | Zusätzliche Informationen |
| (Zeitraum, Wochen auf Platz eins, Interpret, Titel, zusätzliche Informationen) |                                          |                                          |                                                     | |
| 19. Dezember 2022 – 1. Januar 2023 2 Wochen (insgesamt 14) | 14                                       | SZA                                      | SOS                                                 | – |
| 2. Januar 2023 – 8. Januar 2023 1 Woche (insgesamt 16) | 16                                       | Michael Bublé                            | Christmas                                           | – |
| 9. Januar 2023 – 26. Februar 2023 7 Wochen (insgesamt 14) | 14                                       | SZA                                      | SOS                                                 | – |
| 27. Februar 2023 – 5. März 2023 1 Woche | 1                                        | Pink                                     | Trustfall                                           | – |
| 6. März 2023 – 12. März 2023 1 Woche | 1                                        | Gorillaz                                 | Cracker Island                                      | – |
| 13. März 2023 – 19. März 2023 1 Woche (insgesamt 8) | 8                                        | Harry Styles                             | Harry’s House                                       | – |
| 20. März 2023 – 26. März 2023 1 Woche | 1                                        | Miley Cyrus                              | Endless Summer Vacation                             | – |
| 27. März 2023 – 2. April 2023 1 Woche | 1                                        | Morgan Wallen                            | One Thing at a Time                                 | – |
| 3. April 2023 – 9. April 2023 1 Woche | 1                                        | Lana Del Rey                             | Did You Know That There’s a Tunnel Under Ocean Blvd | – |
| 10. April 2023 – 16. April 2023 1 Woche | 1                                        | Melanie Martinez                         | Portals                                             | – |
| 17. April 2023 – 23. April 2023 1 Woche | 1                                        | NF                                       | Hope                                                | – |
| 24. April 2023 – 30. April 2023 1 Woche | 1                                        | Metallica                                | 72 Seasons                                          | – |
| 1. Mai 2023 – 7. Mai 2023 1 Woche (insgesamt 14) | 14                                       | SZA                                      | SOS                                                 | – |
| 8. Mai 2023 – 14. Mai 2023 1 Woche | 1                                        | Moses Mackay                             | Grace                                               | – |
| 15. Mai 2023 – 28. Mai 2023 2 Wochen | 2                                        | Ed Sheeran                               | −                                                   | – |
| 29. Mai 2023 – 4. Juni 2023 1 Woche | 1                                        | Lewis Capaldi                            | Broken by Desire to Be Heavenly Sent                | – |
| 5. Juni 2023 – 11. Juni 2023 1 Woche (insgesamt 8) | 8                                        | Taylor Swift                             | Midnights                                           | Die Til Dawn Edition des zweiterfolgreichsten Albums des Vorjahrs beschert Midnights ein Dreivierteljahr nach Erstveröffentlichung eine weitere Woche an der Spitze. |
| 12. Juni 2023 – 18. Juni 2023 1 Woche | 1                                        | Foo Fighters                             | But Here We Are                                     | – |
| 19. Juni 2023 – 25. Juni 2023 1 Woche | 1                                        | Niall Horan                              | The Show                                            | – |
| 26. Juni 2023 – 2. Juli 2023 1 Woche | 1                                        | Queens of the Stone Age                  | In Times New Roman …                                | – |
| 3. Juli 2023 – 9. Juli 2023 1 Woche (insgesamt 8) | 8                                        | Taylor Swift                             | Midnights                                           | – |
| 10. Juli 2023 – 16. Juli 2023 1 Woche | 1                                        | Lil Uzi Vert                             | Pink Tape                                           | – |
| 17. Juli 2023 – 30. Juli 2023 2 Wochen | 2                                        | Taylor Swift                             | Speak Now (Taylor’s Version)                        | – |
| 31. Juli 2023 – 6. August 2023 1 Woche (insgesamt 4) | 4                                        | (Soundtrack)                             | Barbie – The Album                                  | – |
| 7. August 2023 – 20. August 2023 2 Wochen | 2                                        | Travis Scott                             | Utopia                                              | – |
| 21. August 2023 – 3. September 2023 2 Wochen (insgesamt 4) | 4                                        | (Soundtrack)                             | Barbie – The Album                                  | – |
| 4. September 2023 – 10. September 2023 1 Woche | 1                                        | Zach Bryan                               | Zach Bryan                                          | – |
| 11. September 2023 – 17. September 2023 1 Woche (insgesamt 4) | 4                                        | (Soundtrack)                             | Barbie – The Album                                  | – |
| 18. September 2023 – 8. Oktober 2023 3 Wochen | 3                                        | Olivia Rodrigo                           | Guts                                                | – |
| 9. Oktober 2023 – 15. Oktober 2023 1 Woche | 1                                        | Home Brew                                | Home Brew (11th Anniversary Edition)                | – |
| 16. Oktober 2023 – 29. Oktober 2023 2 Wochen | 2                                        | Drake                                    | For All the Dogs                                    | – |
| 30. Oktober 2023 – 5. November 2023 1 Woche | 1                                        | The Rolling Stones                       | Hackney Diamonds                                    | – |
| 6. November 2023 – 17. Dezember 2023 6 Wochen (insgesamt 7) | 7                                        | Taylor Swift                             | 1989 (Taylor’s Version)                             | – |
| 18. Dezember 2023 – 24. Dezember 2023 1 Woche | 1                                        | Home Brew                                | Run It Back                                         | – |
| 25. Dezember 2023 – 31. Dezember 2023 1 Woche (insgesamt 7) | 7                                        | Taylor Swift                             | 1989 (Taylor’s Version)                             | – |

## Jahreshitparaden
| ← 2022 ← | Liste der Nummer-eins-Hits in Neuseeland | Liste der Nummer-eins-Hits in Neuseeland | Liste der Nummer-eins-Hits in Neuseeland | 2024 →   |
| \| Singles \| Position# \| Alben \| \| ----------------------------------------------------------------------------------------------------------------------------------------------------------------------- \| --------- \| ------------------------------------ \| \| Flowers Miley Cyrus Miley Ray Cyrus, Michael Ross Pollack, Gregory Aldae Hein \| 1 \| SOS SZA \| \| Kill Bill SZA Carter Lang, Rob Bisel, Solána Imani Rowe \| 2 \| The Highlights The Weeknd \| \| People Libianca Libianca Kenzonkinboum Fonji, Orhue Moses Odia \| 3 \| Midnights Taylor Swift \| \| Sure Thing Miguel Miguel Pimentel, Nathan Perez \| 4 \| Harry’s House Harry Styles \| \| Boy’s a Liar PinkPantheress Victoria Beverley Walker, Alexander George Edward Crossan \| 5 \| Rumours Fleetwood Mac \| \| Last Night Morgan Wallen John Byron, Ashley Gorley, Jacob Kasher Hindlin, Ryan Vojtesak \| 6 \| 1989 (Taylor’s Version) Taylor Swift \| \| Die for You The Weeknd feat. Ariana Grande Abel Tesfaye, Martin McKinney, Mejdi Rhars, Dylan Wiggins, Magnus Høiberg, William Thomas Walsh, Henry Walter, Ariana Grande \| 7 \| 1989 Taylor Swift \| \| Something in the Orange Zach Bryan \| 8 \| One Thing at a Time Morgan Wallen \| \| Calm Down Rema Divine Ikubor, Andre Vibez, Michael Hunter \| 9 \| Heroes and Villains Metro Boomin \| \| Dreams Fleetwood Mac Stevie Nicks \| 10 \| Sour Olivia Rodrigo \| |                                          |                                          |                                          |          |
| ← 2022 |                                          |                                          |                                          | → 2024 → |
| Singles | Position#                                | Alben                                    |                                          |          |
| Flowers Miley Cyrus Miley Ray Cyrus, Michael Ross Pollack, Gregory Aldae Hein | 1                                        | SOS SZA                                  |                                          |          |
| Kill Bill SZA Carter Lang, Rob Bisel, Solána Imani Rowe | 2                                        | The Highlights The Weeknd                |                                          |          |
| People Libianca Libianca Kenzonkinboum Fonji, Orhue Moses Odia | 3                                        | Midnights Taylor Swift                   |                                          |          |
| Sure Thing Miguel Miguel Pimentel, Nathan Perez | 4                                        | Harry’s House Harry Styles               |                                          |          |
| Boy’s a Liar PinkPantheress Victoria Beverley Walker, Alexander George Edward Crossan | 5                                        | Rumours Fleetwood Mac                    |                                          |          |
| Last Night Morgan Wallen John Byron, Ashley Gorley, Jacob Kasher Hindlin, Ryan Vojtesak | 6                                        | 1989 (Taylor’s Version) Taylor Swift     |                                          |          |
| Die for You The Weeknd feat. Ariana Grande Abel Tesfaye, Martin McKinney, Mejdi Rhars, Dylan Wiggins, Magnus Høiberg, William Thomas Walsh, Henry Walter, Ariana Grande | 7                                        | 1989 Taylor Swift                        |                                          |          |
| Something in the Orange Zach Bryan | 8                                        | One Thing at a Time Morgan Wallen        |                                          |          |
| Calm Down Rema Divine Ikubor, Andre Vibez, Michael Hunter | 9                                        | Heroes and Villains Metro Boomin         |                                          |          |
| Dreams Fleetwood Mac Stevie Nicks | 10                                       | Sour Olivia Rodrigo                      |                                          |          |